# Boško Lozica
Boško Lozica (Curzola, 28 novembre 1952) è un ex pallanuotista e allenatore di pallanuoto jugoslavo, vincitore di una medaglia d'argento alle olimpiadi di Mosca 1980. Dal 2013 è il presidente del Budva.

## Palmarès

### Giocatore

#### Club
- Eurolega: 1

Jug Dubrovnik: 1980-81
- Coppa delle Coppe: 1

KPK Korčula: 1978-1979
- Campionato jugoslavo: 4

Jug Dubrovnik: 1980, 1981, 1982, 1983
- Coppa di Jugoslavia: 3

Korcula: 1978
Jug Dubrovnik: 1981, 1983

### Allenatore
- Campionato croato: 2

Mladost: 1992-93, 1993-94
- Kup Hrvatske: 1

Mladost: 1992-93

### Nazionale

#### Jugoslavia
- Argento olimpico: 1

Jugoslavia: Mosca 1980
- Bronzo ai campionati europei: 2

Jugoslavia: Belgrado 1973, Berlino 1978
- Argento ai campionati europei: 1

Jugoslavia: Jönköping 1977
- Bronzo ai campionati europei: 1

Jugoslavia: Budapest 1974